# Ян Масарик
Ян Масарик (14 септември 1886, Прага, тогава Австро-Унгария – 10 март 1948, Прага, дворец Храдчани, Чехословакия), е чехословашки дипломат и политик, син на първия президент на Чехословакия Томаш Масарик.

## Австроунгарски период
Израства в семейството на Томаш Масарик (тогава професор в Карловия университет) и на американката Шарлот Гариг. Завършва Академичната гимназия в Прага (1906) и право в колежа Bates College в САЩ (1907 – 1913). По време на Първата световна война служи в австроунгарската армия в Полша.

## Първа Чехословашка република
След създаването на Чехословакия заема последователно длъжностите шарже д'афер в САЩ (1919 – 1922), личен секретар на министъра на външните работи Едвард Бенеш и посланик в Лондон (1925 – 1938). След окупацията на Судетите от Нацистка Германия подава оставка.

## Втора световна война
През този период Ян Масарик е член на задграничното правителство на Едвард Бенеш в Лондон, като заема постовете на външен министър (1940 – 1945) и министър на отбраната (1944 – 1945). По онова време активно сътрудничи на чешката секция на Би Би Си и изнася лекции по международното положение във Великобритания и САЩ. През 1942 г. получава титлата „почетен доктор по право“ от Бейтс Колидж.

## Следвоенна Чехословакия
В качеството си на външен министър през юни 1945 г. подписва Хартата на Обединените нации и е водач на делегацията на Чехословакия на Парижката мирна конференция (1946), която предшества Парижкия мирен договор (1947).
Остава министър на външните работи и в правителството на многопартийния, доминиран от комунистите Национален фронт на Чехословакия, и в чисто комунистическото правителство на Клемент Готвалд след февруари 1948 г., където е единственият некомунистически министър. Стреми се към добри отношения едновременно със СССР, Великобритания и САЩ, но това се удава все по-трудно. Изпада в немилост към Сталин, когато Съветският съюз рязко се противопоставя на участието на Чехословакия в Плана Маршал, докато Ян Масарик е бил твърдо за неговото прилагане.

## Загадъчна смърт
На 10 март 1948 г. Ян Масарик е намерен мъртъв по пижама под прозореца на банята на апартамента си, намиращ се в зданието на министерството (бившия Чернински дворец) в Храдчани. В банята е установен безпорядък, разхвърляни възглавници, едната от които в самата вана. Прозорците в банята и в спалнята са били отворени.
Първоначалната официална версия от 1948 г. е самоубийство. Разследването на смъртта бързо е отнето от първия следовател д-р Зденек Боровец и следствието е предадено на полицейския лекар от комунистическата Държавна сигурност д-р Яромир Тепли. Последният изненадващо умира при неизяснени обстоятелства (уж самоубийство по семейни причини). Братът на д-р Боровец заедно с още 5 „съучастници“ е осъден на смърт за „подготовка на антикомунистическо въстание“.
Съществуват обаче и други версии: че Ян Масарик е хвърлен от прозореца от агент на НКВД или че сам е паднал от перваза, като е искал да избяга от неизвестни лица, влезли през нощта в спалнята му. Интерес представляват фактите, че при огледа е намерена руска папироса, а пижамата е била облечена наопаки. Съществува и свидетелство от сина на бившата сътрудничка на НКВД Елизавета Паршина, който през 1992 г. заявява в чешкото посолство в Берлин, че майка му знае имената на убийците на Масарик.

## Личен живот
През 1925 – 1932 Ян Масарик е женен за Франсес Крейн, дъщеря на американския промишлен магнат и дипломат Чарлз Ричард Крейн. Бракът е бездетен и се разпада. След войната поддържа връзка с друга американка – Марсия Дейвънпорт, с която са планирали брак в Лондон.